# Chaetilia tasmanica
Chaetilia tasmanica är en kräftdjursart som beskrevs av Gary C.B. Poore 1985. Chaetilia tasmanica ingår i släktet Chaetilia och familjen Chaetiliidae. Inga underarter finns listade i Catalogue of Life.